# راندي ويستون
راندي ويستون (بالإنجليزية: Randy Weston)‏‏ (6 أبريل 1926 - 1 سبتمبر 2018) هو عازف بيانو وموسيقى جاز أمريكي.

## روابط خارجية
- راندي ويستون على موقع IMDb (الإنجليزية)
- راندي ويستون على موقع الموسوعة البريطانية (الإنجليزية)
- راندي ويستون على موقع ميوزك برينز (الإنجليزية)
- راندي ويستون على موقع أول موفي (الإنجليزية)
- راندي ويستون على موقع أول ميوزيك (الإنجليزية)
- راندي ويستون على موقع ديسكوغز (الإنجليزية)